# Castello di Rubbia
Il castello di Rubbia (in sloveno Rubijski grad) si trova nel comune di Savogna d'Isonzo, a meno di un chilometro dalla sede comunale, ma sull'altra sponda del fiume Vipacco, e precisamente nella località di Rubbia.
La posizione del castello di Rubbia è piuttosto strategica, poiché da esso si ha il controllo delle vie che attraverso la valle del Vipacco collegavano la pianura padano-veneta a quella danubiana. Il castello di Rubbia è erede di una fortificazione forse costruita ai tempi dei Romani. Secondo Tito Miotti e Vinicio Tomadin vi sono tacche tipiche dell'attività estrattiva romana su alcune pietre angolari della torre.
L'attuale aspetto è rinascimentale. Si trovò sul fronte di alcune importanti guerre: la guerra di Gradisca e la prima guerra mondiale, subendo pesanti danneggiamenti in entrambi i casi. Nel 1563 a Rubbia soggiornò il predicatore protestante sloveno Primož Trubar, ricordato da un busto posto dinnanzi all'ingresso.
Il castello, di proprietà privata, è in via di restauro e non visitabile. Viene aperto al pubblico eccezionalmente in occasione delle giornate FAI (22 e 23 marzo 2014).